# Mario Buccilli
Mario Buccilli (Sora, 12 settembre 1955) è un allenatore di calcio ed ex calciatore italiano, di ruolo difensore.

## Carriera

### Giocatore
Ha disputato cinque campionati di Serie B con le maglie di Sambenedettese, Avellino e Rimini, totalizzando complessivamente 125 presenze fra i cadetti.

### Allenatore
Cessata l'attività agonistica, ha intrapreso quella di allenatore nelle serie minori. Nel 2007 - 2008 è al Latina

## Palmarès

### Allenatore
- Campionato Nazionale Dilettanti: 1

Marsala: 1994-1995 (girone G)